# Лафборо (футбольний клуб)
«Лафборо» (англ. Loughborough F.C.) — колишній професіональний англійський футбольний клуб з міста Лафборо, графство Лестершир. Виступав у Футбольній лізі Англії.

## Історія
Клуб заснований 1886 року. 
У листопаді 1887 року команда злилась з місцевим легкоатлетичним клубом і отримала нову назву «Атлетичний та футбольний клуб Лафборо». 1891 клуб вступає до ліги Мідленда, а з сезону 1895–96 до Другого дивізіону Футбольної ліги. За час виступів у Футбольній лізі «Лафборо» не піднімався вище дванадцятого місця. Зрештою в сезоні 1899–1900 років клуб посів останнє місце та був розформований.

## Хронологія виступів у чемпіонатах
| Сезони  | Ліга                    | Рівень | М  | В  | Н | П  | МЗ | МП  | +/- | О  | Місце |
| ------- | ----------------------- | ------ | -- | -- | - | -- | -- | --- | --- | -- | ----- |
| 1891/92 | Футбольна ліга Мідленда | –      | 20 | 8  | 1 | 11 | 42 | 46  | -4  | 17 | 8.    |
| 1892/93 | Футбольна ліга Мідленда | –      | 24 | 15 | 3 | 6  | 64 | 30  | +34 | 33 | 3.    |
| 1893/94 | Футбольна ліга Мідленда | –      | 20 | 12 | 6 | 2  | 52 | 22  | +30 | 30 | 3.    |
| 1894/95 | Футбольна ліга Мідленда | –      | 26 | 19 | 4 | 3  | 84 | 25  | +59 | 42 | 1.    |
| 1895/96 | Другий дивізіон         | 2      | 30 | 9  | 5 | 16 | 40 | 66  | -26 | 23 | 12.   |
| 1896/97 | Другий дивізіон         | 2      | 30 | 12 | 1 | 17 | 50 | 64  | -14 | 25 | 13.   |
| 1897/98 | Другий дивізіон         | 2      | 30 | 6  | 2 | 22 | 24 | 87  | -63 | 14 | 16.   |
| 1898/99 | Другий дивізіон         | 2      | 34 | 6  | 6 | 22 | 38 | 92  | -54 | 18 | 17.   |
| 1899/00 | Другий дивізіон         | 2      | 34 | 1  | 6 | 27 | 18 | 100 | -82 | 8  | 18.   |

## Досягнення
Кубок Англії
- Перший раунд: 1892–93